# Andorra ai Giochi della XXIII Olimpiade
Andorra partecipò ai Giochi della XXIII Olimpiade, svoltisi a Los Angeles, Stati Uniti, dal 28 luglio al 12 agosto 1984, con una delegazione di 2 atleti impegnati in una disciplina.

## Delegazione
| Sport  | Uomini | Donne | Totale |
| ------ | ------ | ----- | ------ |
| Tiro   | 2      | 0     | 2      |
| Totale | 2      | 0     | 2      |

## Risultati

### Tiro a segno/volo
Maschile
| Atleta              | Evento | Qualificazione | Qualificazione | Finale          | Finale          |
| Atleta              | Evento | Punteggio      | Classifica     | Punteggio       | Classifica      |
| ------------------- | ------ | -------------- | -------------- | --------------- | --------------- |
| Joan Tomàs Roca     | Trap   | 180            | 26º            | non qualificato | non qualificato |
| Francesc Gaset Fris | Trap   | 179            | 28º            | non qualificato | non qualificato |